# Coal Creek (contea di Fremont, Colorado)
Coal Creek è un centro abitato (town) degli Stati Uniti d'America della contea di Fremont nello Stato del Colorado. La popolazione era di 343 persone al censimento del 2010.
Un ufficio postale chiamato Coal Creek è stato in funzione dal 1873. La comunità prese il nome da un'industria mineraria di carbone locale.

## Geografia fisica
Coal Creek è situata a 38°21′38″N 105°08′47″W (38.360463, -105.146512).
Secondo lo United States Census Bureau, ha un'area totale di 1,3 miglia quadrate (3,3 km²).

## Società

### Evoluzione demografica
Secondo il censimento del 2000, c'erano 303 persone.

### Etnie e minoranze straniere
Secondo il censimento del 2000, la composizione etnica della città era formata dal 94,72% di bianchi, lo 0,66% di afroamericani, lo 0,33% di asiatici, lo 0,99% di altre razze, e il 3,30% di due o più etnie. Ispanici o latinos di qualunque razza erano l'1,98% della popolazione.